# Geschützter Landschaftsbestandteil Trockenmauer Garenfelder Weg

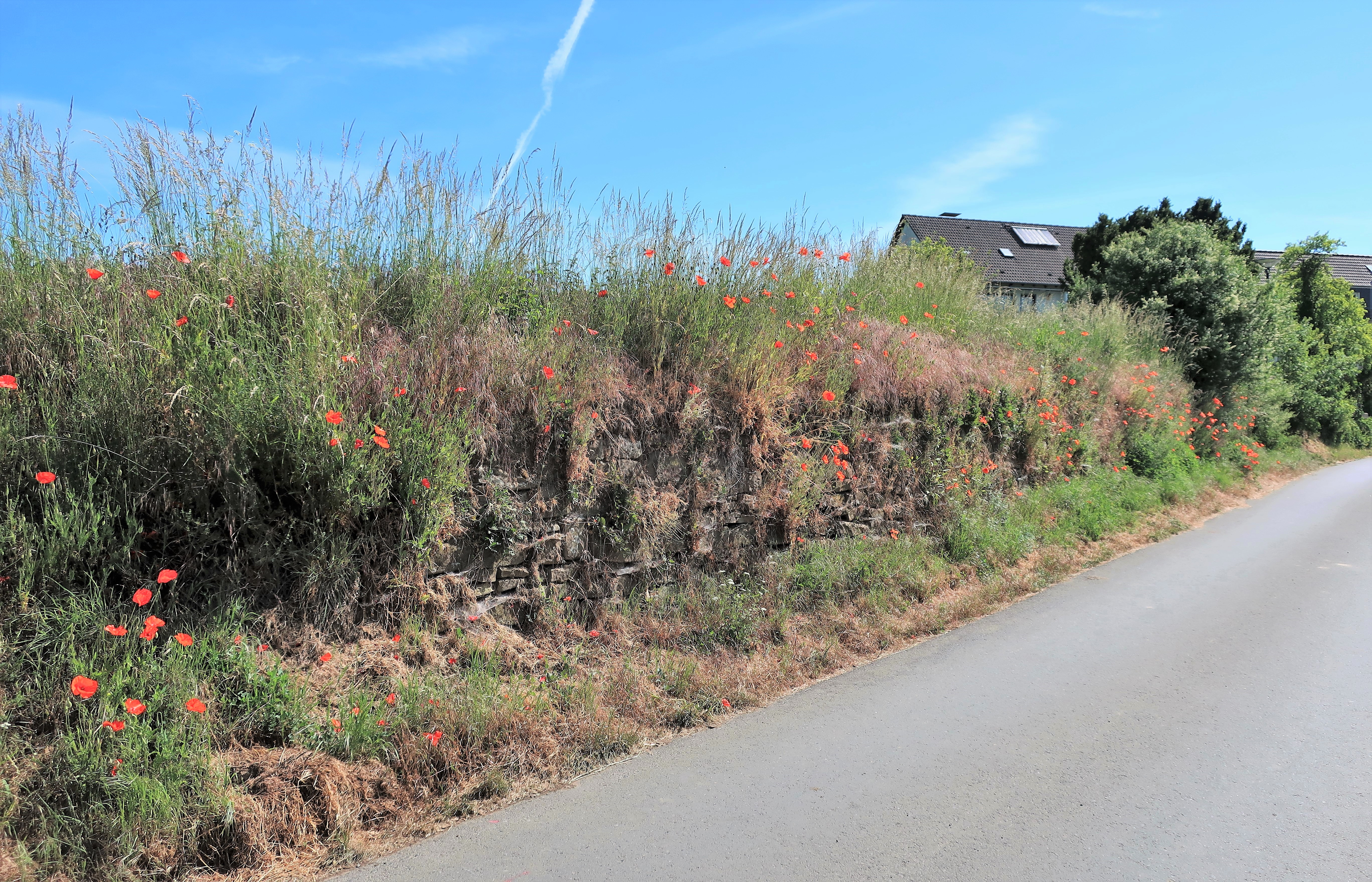
Geschützter Landschaftsbestandteil Trockenmauer Garenfelder Weg

Der Geschützte Landschaftsbestandteil Trockenmauer Garenfelder Weg mit einer Flächengröße von 0,53 ha liegt  auf dem Gebiet der kreisfreien Stadt Hagen in Nordrhein-Westfalen. Der LB wurde 1994 mit dem Landschaftsplan der Stadt Hagen vom Stadtrat von Hagen ausgewiesen.

## Beschreibung
Beschreibung im Landschaftsplan: „Die ca. 35 m lange und 1,20 m hohe Trockenmauer erstreckt sich nördlich von Berchum entlang des Garenfelder Weges.“

## Schutzzweck
Laut Landschaftsplan erfolgte die Ausweisung „zur Sicherung der Leistungsfähigkeit des Naturhaushaltes durch Erhalt eines Lebensraumes für wärmeliebende Tier- und Pflanzenarten.“